# Friedenskirche (Hanau)

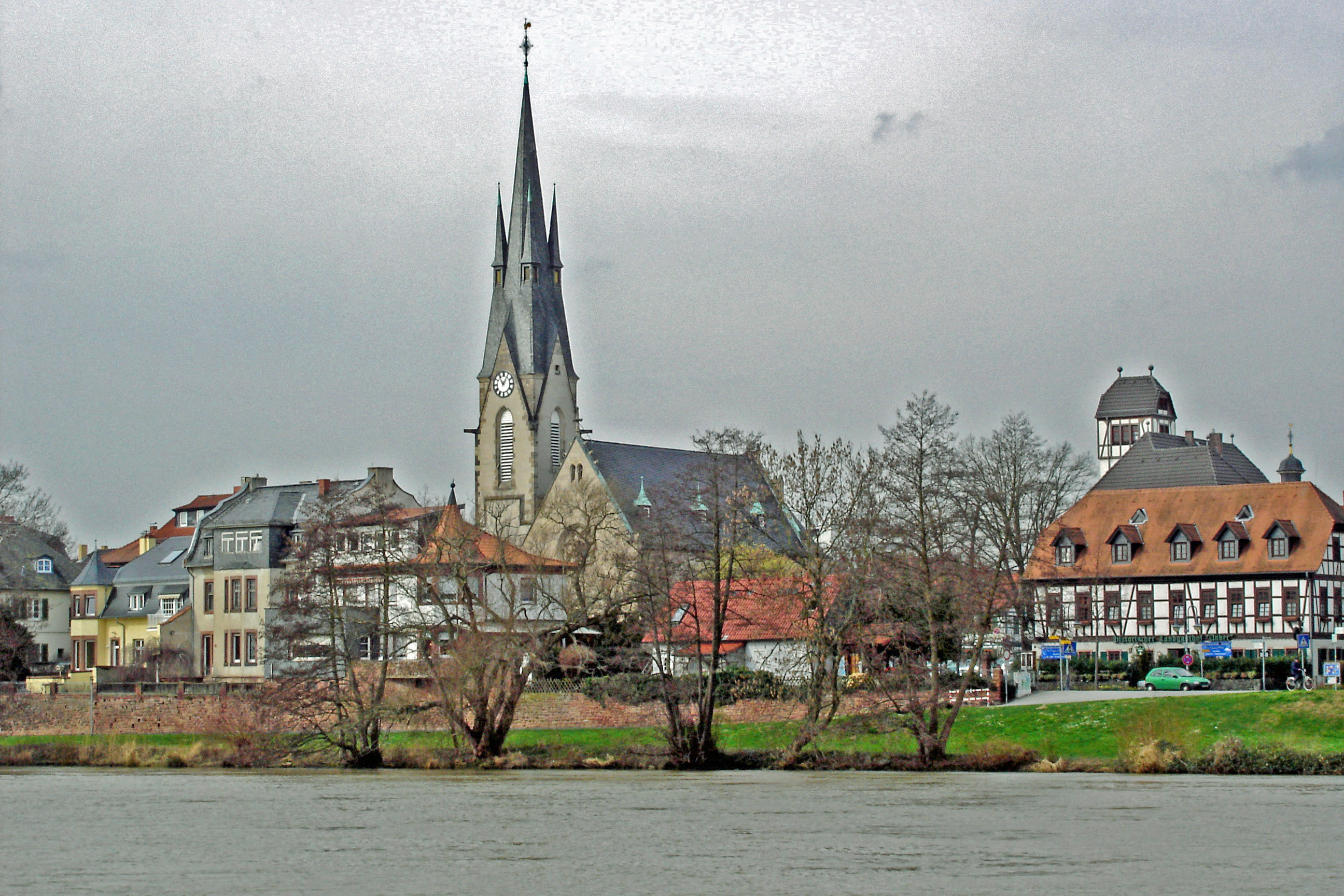
Kirche und Ortsteil Kesselstadt vom südlichen Mainufer

Die Friedenskirche ist eine evangelische Kirche im Hanauer Stadtteil Kesselstadt. Die neugotische Kirche wurde 1904 nach einem Entwurf von Heinrich Jassoy erbaut.

## Lage
Die Kirche liegt auf der Anhöhe Lindenrain an der Philippsruher Allee, welche die Hanauer Innenstadt mit Kesselstadt verbindet und am Main entlang führt. Der unterhalb der einstigen Kirche am Mainufer liegende Lindenrain war eine weitgehend hochwassersichere Stelle und schon früh besiedelt.

## Geschichte

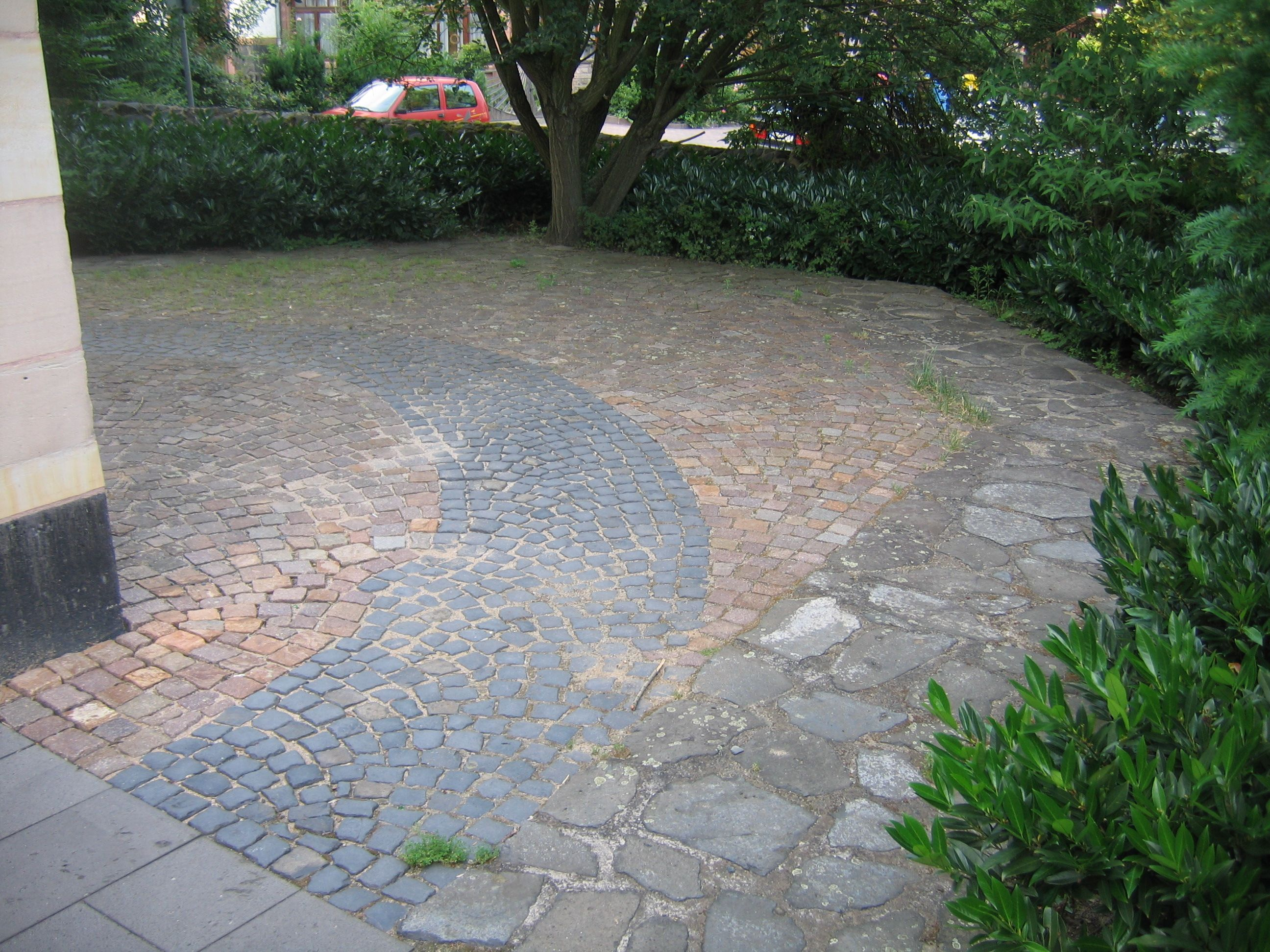
Friedenskirche Hanau: Markierung der Vorgängerbauten nach archäologischen Grabungen an der Südostecke der Kirche: Schwarze Kopfsteinpflasterung: romanische Kirche; Bruchsteinpflasterung: polygonaler, gotischer Chor

Neben keltischen Siedlungsresten der vorrömischen Eisenzeit und einem großen römischen Steinkastell fanden sich hier Spuren einer frühmittelalterlichen Siedlung aus dem 8. und 9. Jh. sowie das Grubenhaus eines Handwerkers (Weber) aus dem 10. Jahrhundert unter dem späteren Chor der Kirche.
Erstmals wird 1275 eine Kirche auf diesem Platz urkundlich erwähnt, dort wird auch der Ortsname „Kesselstatt“ (Kesselstadt) genannt. Durch archäologische Grabungen im Jahr 1985 ist eine romanische und eine dem ersten Bau gegenüber größere gotische Vorgängerkirche nachgewiesen. Die Kirche war der Heiligen Katharina geweiht. Die in der archäologischen Grabung festgestellten Fundament-Befunde sind im Pflaster des Vorplatzes an der südöstlichen Ecke der Kirche nachgebildet. Der archäologische Befund für den romanischen Bau lässt sich zeitlich nur ungenau eingrenzen – zwischen dem 10. und dem 12. Jahrhundert. Etwa um 1470/1471 wurde die romanische Kirche erweitert. Sie war in der Folgezeit bis 1904 das Gotteshaus des Dorfes Kesselstadt. Da das Dorf Kesselstadt zur Grafschaft Hanau-Münzenberg gehörte, die in der Reformation die Konfession wechselte, wurde auch seine Kirche evangelisch.

## Neubau

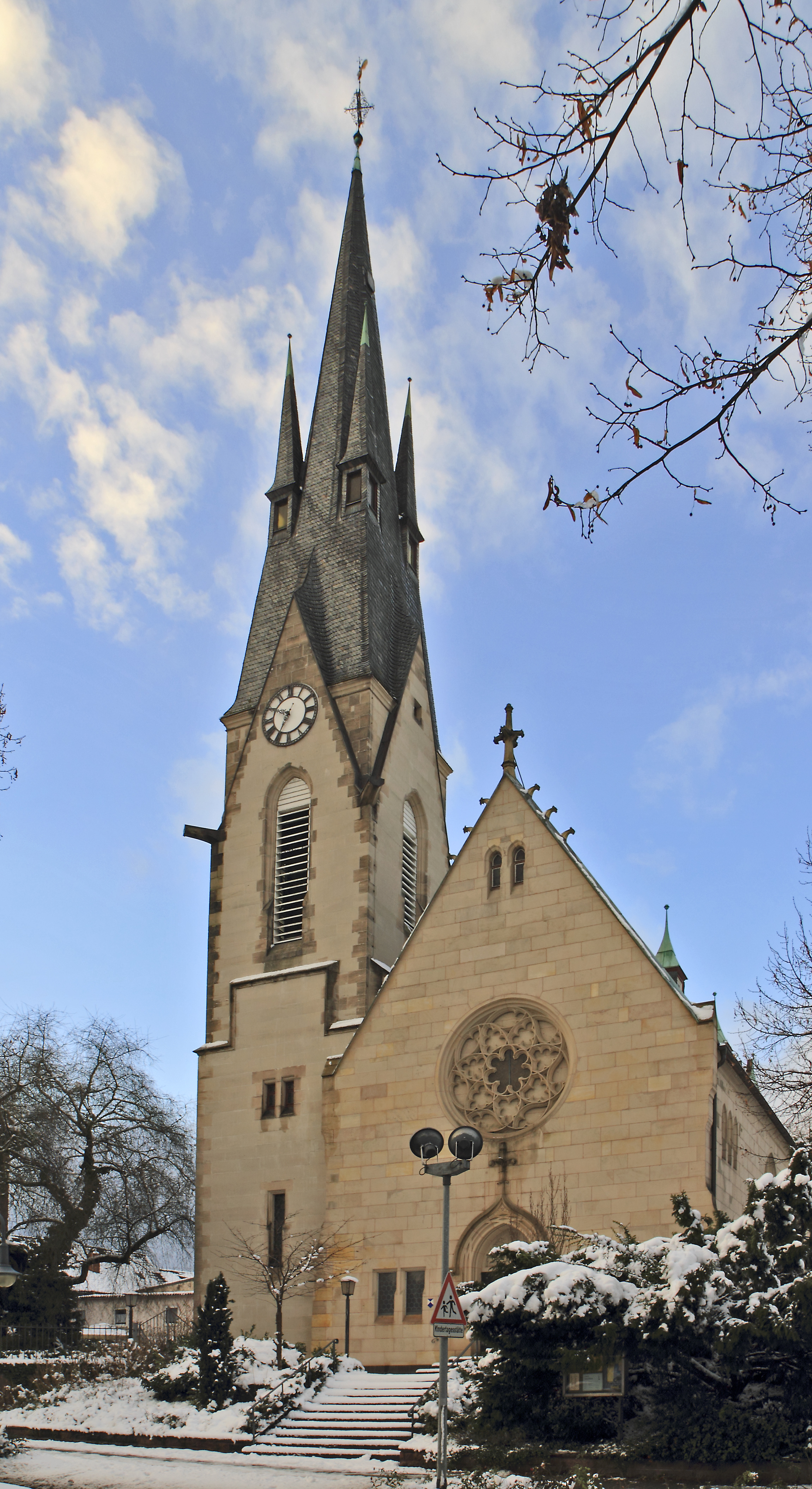
Friedenskirche Hanau

Weil die mittelalterliche Kirche zu klein und dazu noch baufällig geworden war, beschloss das Presbyterium um 1900 eine neue Kirche zu bauen. Dabei wurde die Friedenskirche nun, entgegen der östlichen Orientierung des Vorgängerbaus, in Nord-Süd-Richtung errichtet. Sie wurde in neugotischem Stil erbaut, Wand- und Deckenbemalung haben Anklänge an den Jugendstil.
Für den Neubau setzten sich Pfarrer Johann Friedrich Hufnagel und der Bürgermeister der damals noch selbstständigen Gemeinde Kesselstadt, Wilhelm Geibel, ein. Der Entwurf für die Kirche stammt von dem 1863 in Hanau geborenen Architekten Heinrich Jassoy, der als Professor an der Technischen Hochschule Stuttgart lehrte. Am 25. September 1904 wurde die neue Kirche eingeweiht und erhielt den Namen Friedenskirche.
Sie war die einzige der Hanauer Kirchen, die den Zweiten Weltkrieg mit nur geringen Schäden überstand. Als beim Luftangriff im Januar 1945 Luftminen auf den zugefrorenen Main fielen, wurden lediglich ihre Fenster zerstört.

## Ausstattung
Der Kirchenraum ist zweischiffig. Das Hauptschiff weist drei Joche auf, wobei das hintere davon weitgehend von Eingangsbereich und Orgelempore eingenommen wird. Das westlich gelegene Seitenschiff wird in seiner ganzen Länge horizontal durch eine Empore geteilt.
Oberhalb der Seitenfenster sind die vier Evangelisten dargestellt: Markus als Löwe, Johannes als Adler, Lukas als Stier und Matthäus als geflügelter Mensch.
Der Taufstein ist das älteste Stück der Kirche. Er wurde gemäß der Inschrift 1590 von Johannes Opilio Plebanus gestiftet und stammt vermutlich aus dem Vorgängerbau.
Das Ölgemälde an der östlichen Längswand stellt die Trauer bei der Grablegung Christi dar. Geschaffen von Prof. Ludwig de Courdres in Karlsruhe, wurde es 1861 auf der Kölner Kunstausstellung mit einer Goldmedaille ausgezeichnet. Die Familie J. Waltz stiftete es der Friedenskirche im Jahre 1898.
Aus der abgebrochenen Maria-Magdalenen-Kirche stammen auch noch die beiden alten Opferstöcke am Eingang der Friedenskirche.
1954, zum 50-jährigen Bestehen, wurde die Kirche innen völlig erneuert. Dabei wurden die Chorfenster von dem Groß-Auheimer August Peukert neu gestaltet. Das mittlere Fenster hat das Thema „Jesus am Kreuz“, die beiden seitlichen Fenster die Themen „Verkündigung“ und „Abendmahl“. Die letzte Innenrenovierung fand 1985 statt. In den letzten Jahren wurde mit erheblichem Aufwand und Unterstützung durch die staatliche Denkmalpflege der Naturstein der Fassaden renoviert.

## Orgel

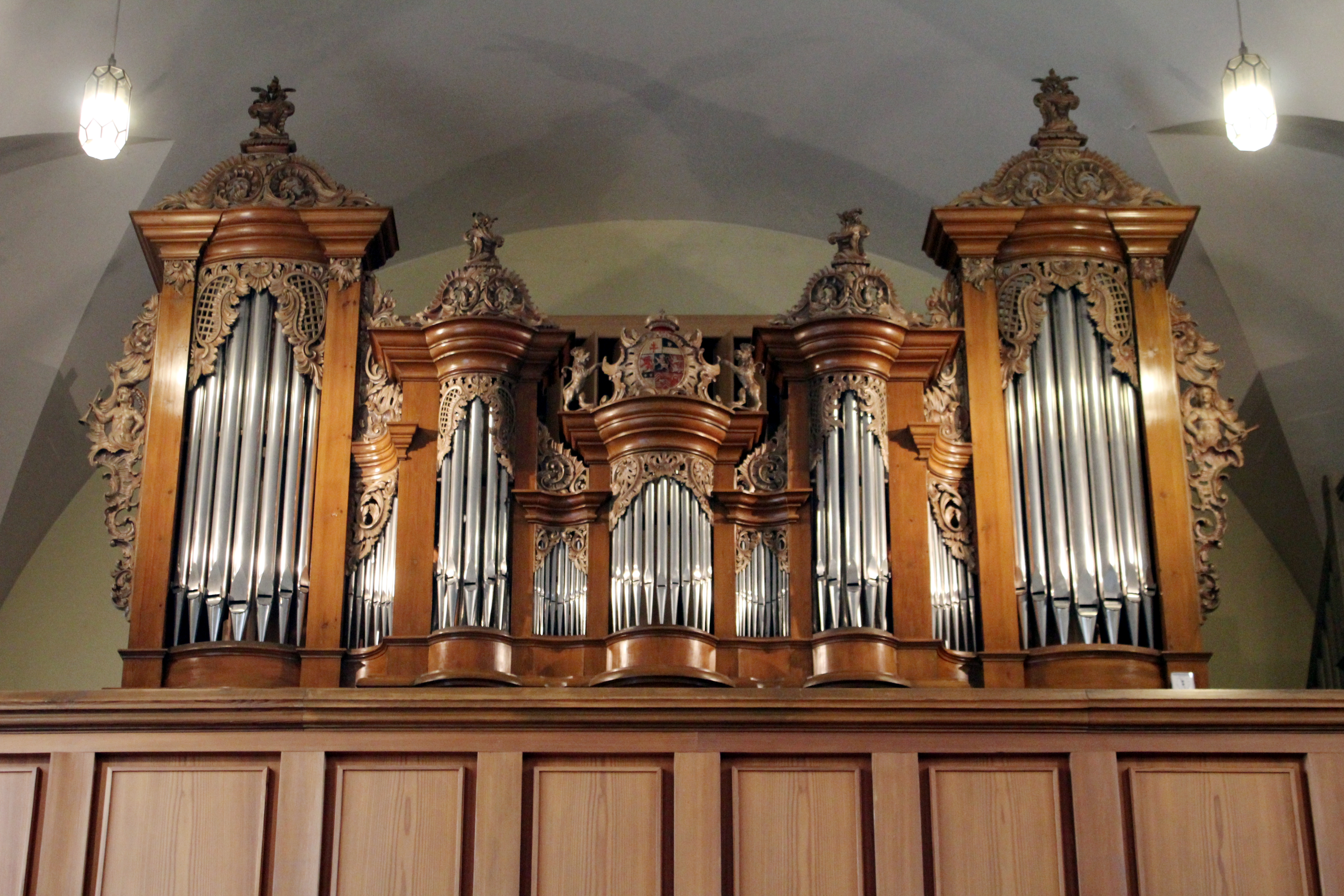
Voigt-Orgel von 2009 hinter dem historischen Prospekt von 1756/1906

Johann Georg Zinck baute im Jahr 1756 für den Vorgängerbau eine neue Orgel mit einem Manual hinter einem fünfteiligen Prospekt. Für die neue Kirche baute Ratzmann 1906 ein neues seitenspieliges Werk mit 22 Registern auf zwei Manualen und Pedal. Dabei wurde der Zinck-Prospekt übernommen und an den Seiten durch Pfeifentürme und kleine verbindende Felder erweitert. Im Jahr 1954 erfolgte ein Umbau durch Walcker und 1969 ein Erweiterungsumbau auf 31 Register durch Bernhard Schmidt im Sinne der Orgelbewegung. Die Orgel wurde umdisponiert, die Traktur elektrifiziert und mit einem freistehenden Spieltisch versehen. Nachdem durch die Umbauten immer mehr Mängel aufgetreten waren, baute der Mitteldeutsche Orgelbau A. Voigt 2008/2009 ein neues Werk hinter dem historischen Prospekt und unter Einbeziehung eines Großteils der vorhandenen Register. Die heutige Disposition umfasst 25 Register und lautet wie folgt:
| I Hauptwerk C–g3 |        |
| Bordun           | 16′    |
| Principal        | 8′     |
| Rohrflöte        | 8′     |
| Oktave           | 4′     |
| Blockflöte       | 4′     |
| Quinte           | 2 ⁄3′  |
| Oktave           | 2′     |
| Terz             | 1 3⁄5′ |
| Mixtur III–IV    |        |
| Trompete         | 8′     |

| II Schwellwerk C–g3 |       |
| Geigenprincipal     | 8′    |
| Gedackt             | 8′    |
| Salicional          | 8′    |
| Principal           | 4′    |
| Flaut travers       | 4′    |
| Nasard              | 2 ⁄3′ |
| Waldflöte           | 2′    |
| Mixtur III–V        |       |
| Dulcian             | 16′   |
| Oboe                | 8′    |
| Tremulant           |       |

| Pedal C–f1    |     |
| Subbass       | 16′ |
| Principalbass | 8′  |
| Gedacktbass   | 8′  |
| Choralbass    | 4′  |
| Posaune       | 16′ |

- Koppeln:
  - Normalkoppeln: II/I, I/P, II/P
  - Superoktavkoppeln: II/I, II/II, I/P, II/P
  - Suboktavkoppeln: II/I, II/II

## Turm

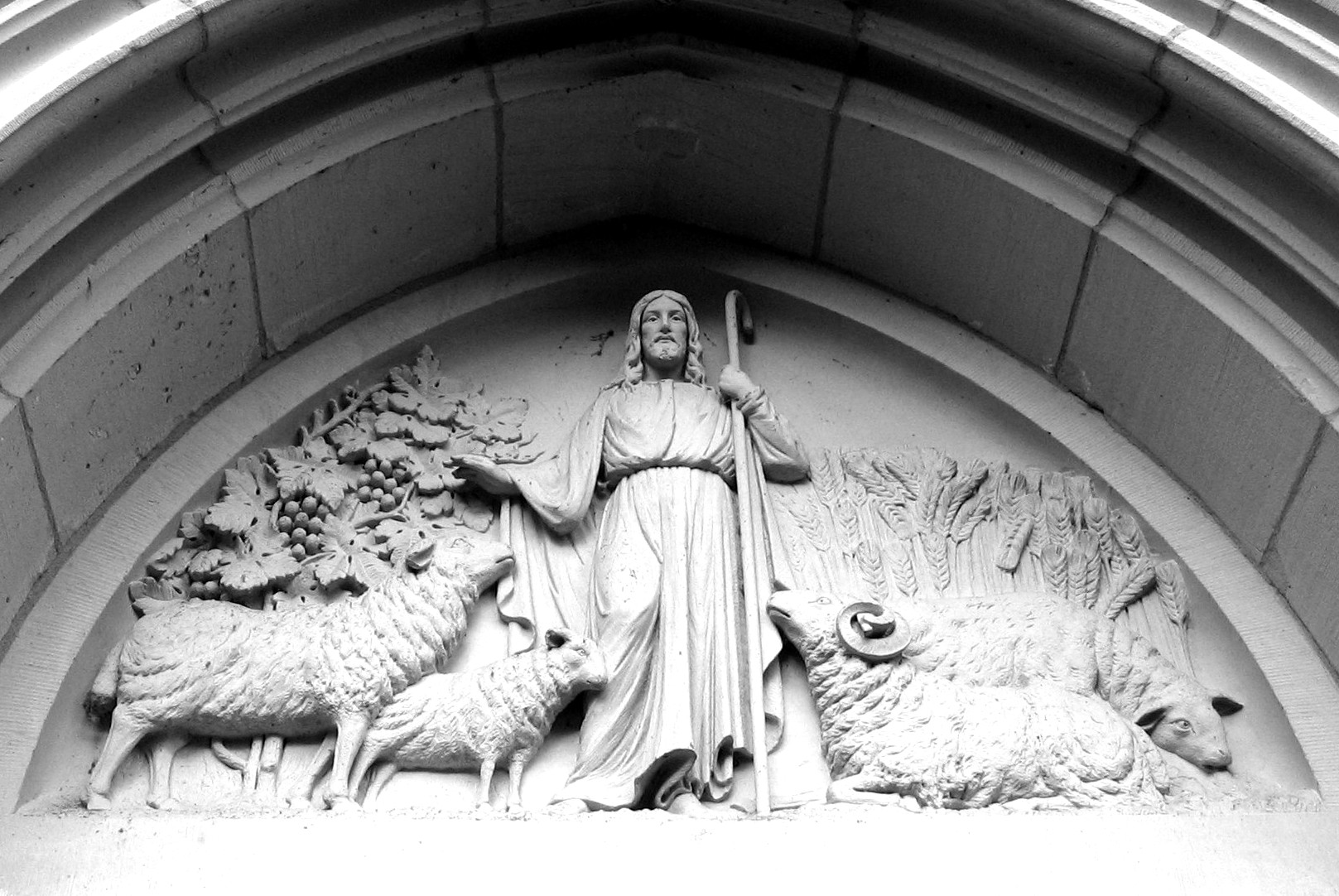
Jesus, der gute Hirte im Tympanon der Friedenskirche. Bildhauer Hermann Jess (Frankfurt am Main, 1904).

Der Kirchturm ist südwestlich in das Kirchengebäude einbezogen und hat eine Höhe von 49,5 m. Er beherbergt vier Glocken, gestimmt in den Tönen d, e, g und a. Das Gewicht der Vaterunserglocke beträgt 650 kg, das der Ehrenglocke 2000 kg.
Die Kirchturmuhr stammt ebenfalls aus dem Jahre 1904. Sie ist damit die einzige noch erhaltene vollmechanische Turmuhr in Hanau. Zwei Mal in der Woche muss sie mit einer Kurbel von Hand aufgezogen werden.